# 折線圖
折線圖（line chart）或曲線圖（curve chart）是由許多的資料點用直線連接形成的統計圖表，若看多個資料點之間的連線，會是折線。折線圖是許多領域都會用到的基礎圖表，折線圖類似散布圖，不過折線圖以X軸為基礎，將X軸上相鄰的資料點之間用直線連接。折線圖常用來觀察資料在一段時間之內的變化（時間序列），因此其X軸為時間，這種折線圖又稱為趋势图。

## 歷史
歷史上最早使用折線圖的人可能是Francis Hauksbee、Nicolaus Samuel Cruquius、约翰·海因里希·朗伯及William Playfair。

## 舉例
在實驗科學中，在實驗中收集到的資料常會繪圖來進行可視化，例如要紀錄某個物體在特定時間下的速度，可以用表格來進行可視化：
| 經過時間（s） | 速度（m s−1） |
| ------------- | ------------- |
| 0             | 0             |
| 1             | 3             |
| 2             | 7             |
| 3             | 12            |
| 4             | 20            |
| 5             | 30            |
| 6             | 45.6          |

速度對時間的圖

用表格表示資料的方式，好處是可以顯示實際的值，但不容易看到這些數字背後的趨勢，或是各數字之間的比例關係。
若將上述資料用速度對時間的折線圖表示，比較容易看到其中的趨勢。
若將時間表示為{\displaystyle t}，速度表示為{\displaystyle v}，折線圖就是函數{\displaystyle v(t)}的圖。

## 最適擬合

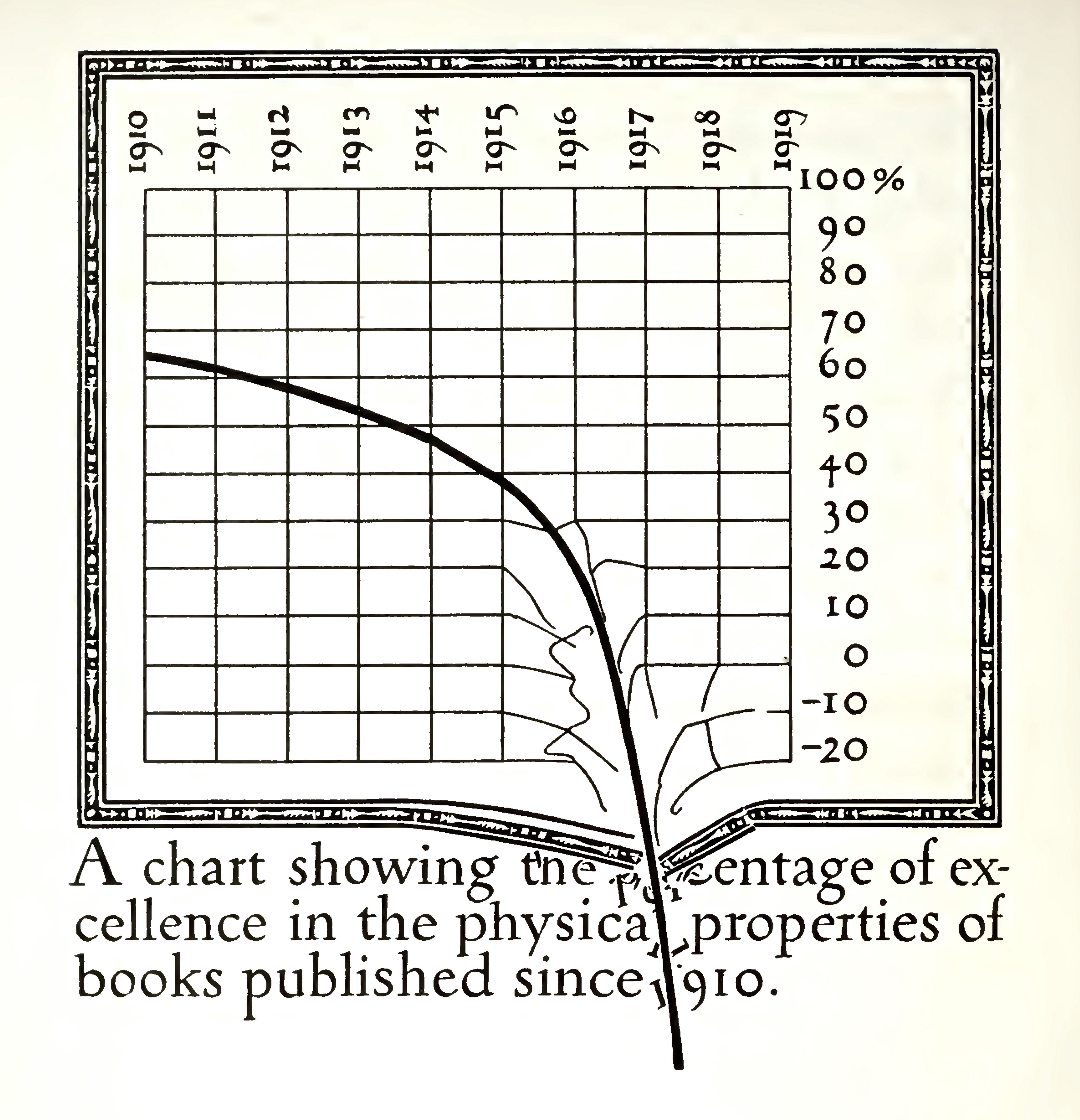
1919年出版的病態折線圖

折線圖常會包括一層用曲線擬合產生的數學函數，這層常稱為曲線擬合層。
最適擬合函數若將各資料點直接連線產生，會有以下的問題：
1. 各資料點之間連線的斜率不同，實際二資料之間的關係，不太可能是斜率不連續的斜線。
2. 實驗中的量測會有一些誤差，直接連線假設量測誤差可忽略，這也是不太容易出現的情形。

曲線擬合層的目的是看出資料的趨勢，可以在圖上看出斜率變化之類的資訊。
曲線擬合層會用連續的數學函數，在將誤差最小化的條件下，找到數學函數的參數。像繪圖軟體或是電子試算表中都有曲線擬合的機能，數學函數可以從簡單的一次方程，到較複雜的二次方程、多項式、指數函數、對數函數、幂次函數或是周期性函數。